# Ferdinand von Hompesch zu Bolheim
Ferdinand de Hompesch, plus exactement Ferdinand von Hompesch zu Bolheim, (Bolheim 9 novembre 1744–Montpellier 12 mai 1805) est le 71e grand maître des Hospitaliers  de l'ordre de Saint-Jean de Jérusalem.

## Biographie

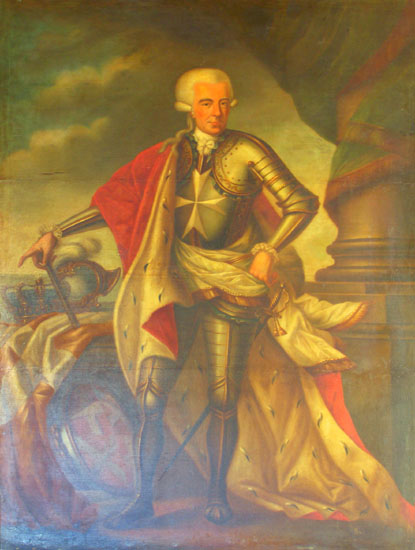

Admis dans l'Ordre des Hospitaliers de Saint-Jean de Jérusalem à l'âge de quatre ans, le 9 décembre 1748, Ferdinand de Hompesch fut d'abord page du grand maître Manoel Pinto da Fonseca. Il fut nommé par la suite ambassadeur de l'Ordre à la cour d'Autriche, poste qu'il occupa pendant vingt-cinq ans, jusqu'au 17 juillet 1797, date de son élection comme grand maître.
Il n'opposa aucune résistance au débarquement puis à l'investissement de Malte par les troupes françaises commandées par le général Bonaparte à partir du 6 juin 1798. La capitulation fut signée le 11 juin. Malte devenait une possession de la République française. En dédommagement, il était prévu que le gouvernement de la République interviendrait pour faire obtenir au grand maître une principauté en Allemagne ; à défaut, il devait recevoir une pension de 300 000 francs et, dans tous les cas, une indemnité de 600 000 francs au titre de la perte de son mobilier. Les chevaliers français se voyaient attribuer une pension de 700 francs (1 000 francs pour les chevaliers âgés de plus de 60 ans). Quant aux chevaliers des autres nations, le gouvernement français s'engageait à intervenir en leur faveur auprès des États concernés.
L'année suivante, Hompesch résigna ses fonctions de grand maître en faveur de l'empereur de Russie, Paul Ier.
Ferdinand de Hompesch est mort d'une crise d'asthme le 12 mai 1805 à l'Hôtel de Guidais, à Montpellier, où il s'était installé depuis quelques années pour se soigner. Il est enterré dans l'église Sainte-Eulalie, proche de l'hôtel particulier.

## Sources bibliographiques
- Alain Blondy, De Malte à Montpellier: heurs et malheurs de Ferdinand von Hompesch, « Bulletin de la Société d’histoire et du patrimoine de l’Ordre de Malte », 23, 2011, 46-60.
- Bertrand Galimard Flavigny, Histoire de l'Ordre de Malte, Paris, Perrin, 2006
- C. de La Jonquière, L'expédition d'Égypte, Paris, Charles Lavauzelle, 1899, tome 1
- Élizé de Montagnac, Histoire des chevaliers Hospitaliers (...), Paris, Aubry, 1863